# الجلدكي
علي بن محمد أيدمر أو عز الدين الجِلدكي (توفي عام 1342 ميلاديًا الموافق 743 هجريًا) عالم ومؤلف تخصص في علم الكيمياء عاش في القرن الثامن الهجري. نقل فقرات كاملة من مؤلفات جابر بن حيان، وأبو بكر الرازي، وابن أرفع رأس، وأبي القاسم العراقي، وغيرهم، فخدم تاريخ الكيمياء في الإسلام، إذ دوَّن في مصنَّفاته كثيرًا مما اندثر من كتب سابقيه. عدد له حاجي خليفة صاحب «كشف الظنون» 26 مؤلفا
كان الجلدكي من أعظم الكيميائيين الإسلاميين في العصور الوسطى، وكان مؤلفًا لأعمال قيمة مثل «المصباح في علم المفتاح» ورسالة في الكيمياء بعنوان «البرهان فی اسرار علم المیزان».تمتلك مكتبة الولايات المتحدة الوطنية للطب ثلاثة من مؤلفاته. تحتوي أطروحاته (التي تعكس اهتمامات أوسع بكثير من مجرد الخيمياء) على اقتباسات واسعة من المؤلفين السابقين.
عاش الجلدكي شطراً من حياته في دمشق أولاً، ثم في مدينة القاهرة، حيث صنف كثيراً من مؤلفاته. وبعد أن قام بزيارة عدة أقطار عربية وإسلامية طلباً للعلم، عاد واستقر لفترة من الزمن في دمشق، ثم رحل إلى القاهرة وبقي فيها حتى وفاته.

## اسمه ونسبه
لا يعرف الكثير عن حياته المبكرة وهناك خلاف على أصله. ربما يكون الجلدكي قد وُلد في مصر لعائلة من أصول تركية مملوكية. حيث تشير كتاباته إلى أنه أمضى سبعة عشر عامًا في السفر عبر العراق والأناضول واليمن والمغرب والشام. يجمع علماء التاريخ تقريبا على أنه ينتمي إلى مصر، لذا لقبوه بالمصري.
استنادًا إلى لفظ «الجلدكي» الملحق باسمه، اقترح بعض الكتاب في القرن العشرين مثل هنري كوربان إلى أنه من المرجح أن يكون قد ولد في جلدك [الإنجليزية](وهي بلدة في خراسان) قبل انتقاله إلى مصر. انتقد نيكولاس هاريس (وهو باحث حاصل على الدكتوراه من جامعة بنسيلفانيا) هذه الفرضية بسبب أنها لم تُذكر مطلقًا في أي مرجع سابق. وبدلاً من ذلك، أشار نيكولاس إلى أن جميع معلومات السيرة الذاتية المعروفة عنه مثل اسمه «أيدامير» (وهو اسم تركي) ومكان إقامته ولغته الأم تشير إلى أنه من أصول تركية مملوكية. وقد لاحظ هاريس أيضا أن اسم «جلدك» الذي اشتق من «الجلدكي» هما أسماء تركية مشهورة خاصة بين أمراء المماليك.

## أعماله

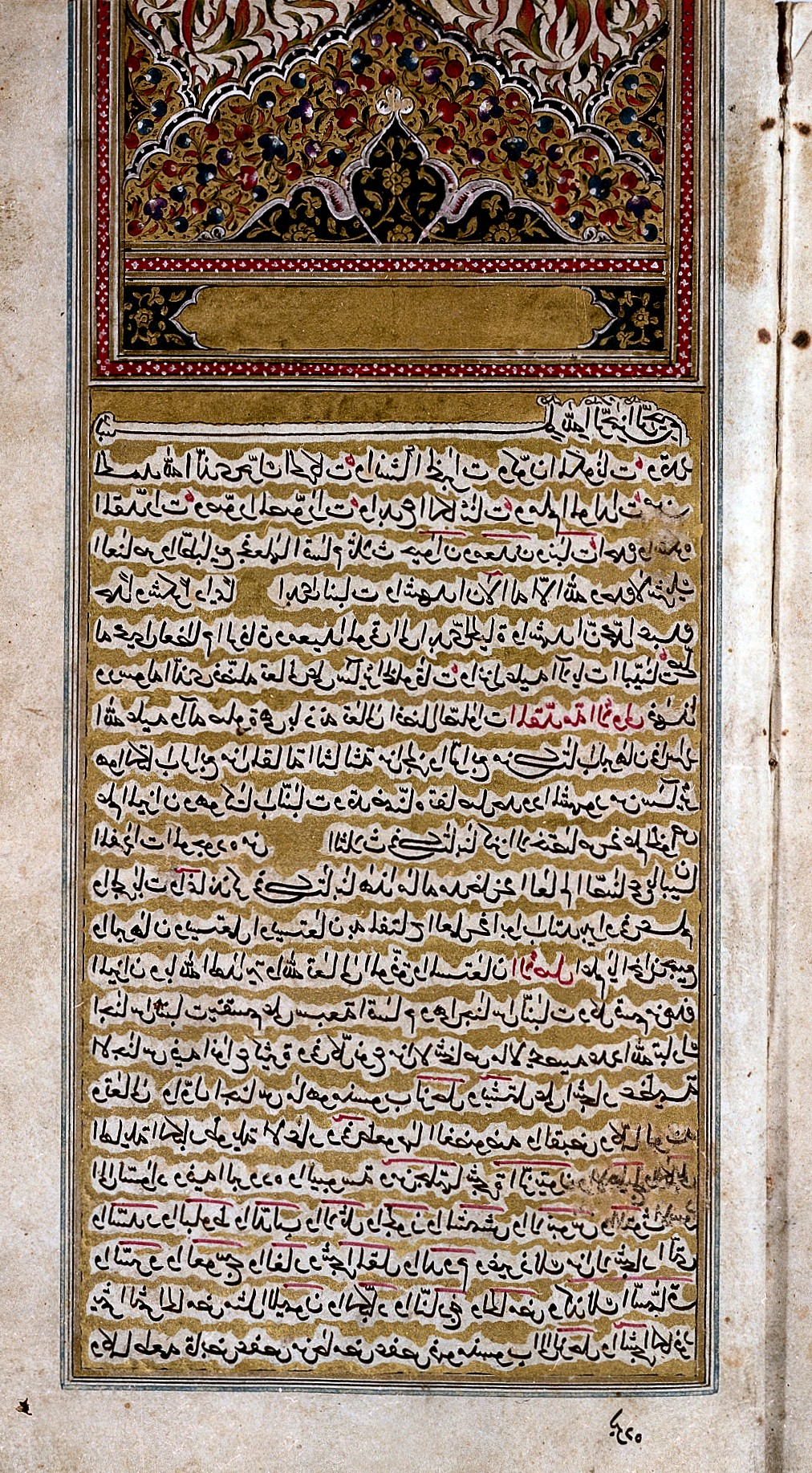
صورة من كتاب "البرهان في أسرار علم الميزان" للجلدكي

نشأ الجلدكي محباً للعلم، وعكف على الاطلاع على كل ما وصلت إليه يداه من مؤلفات الكيمياء، وقرأها قراءة نقدية، وكان مبهورا بجابر بن حيان، حتى أنه كان يلقبه بـ “الإمام”، وقد جمع من مؤلفاته 42 مؤلفا درسها وناقشها. كما قرأ للرازي وغيره من العلماء، ووضع تعليقات عديدة وتفسيرات كثيرة لبعض النظريات والمسائل الغامضة في الكيمياء.
اشتهر بحرصه على صحة النقل، لذا تعتبر مؤلفاته ذات قيمة عالية عند مؤرخي العلوم. كما أن جمعه لمؤلفات السابقين في الكيمياء وحفظه لها وتحليله لمحتواها حفظ الكثير من التراث الذي ضاع منها. كان أيضاً مغرما بالعلوم الطبيعية والنبات، والحرص على التبحر في مباحثها والاطلاع على أمهات الكتب في هذه العلوم، ولم يترك كتابا في الكيمياء إلا واطلع وعلق عليه. وعرف بالجود والكرم والورع ونشر العلم ورعاية طالبي العلم، وكان يفتح بيته لطلاب العلم، وصدره لمن يستفتيه أو يستوضحه في مسائل الكيمياء أو في الفروع الأخرى من المعرفة. تميز الجلدكي في الكتابة بأسلوب صعب الفهم، يتهمه البعض أحياناً بأنه أسلوب أقرب إلى الطلاسم عند القارئ العادي، ولكن هذا لا يعيبه لأنه كان يكتب للمتخصصين في مجال الكيمياء.
يذكر “مانوشهر تسليمي” في رسالته للحصول على درجة الدكتوراه من جامعة لندن في عام 1954 أن الجلدكي قضى في رحلاته العلمية سبعة عشر عاما. ووضع اللبنة الأساسية لابتكار “قانون النسب الثابتة” في الاتحاد الكيميائي، وشرحه شرحا مفصلا اعتمد عليه لاحقا كل من كيبلر وجاليليو ونيوتن في دراساتهم، وهو القانون الذي ادعاه لنفسه كذبا جوزيف بروست الذي وُلد بعد الجلدكي بخمسة قرون، طور الجلدكي طريقة كيميائية لفصل الذهب عن الفضة بواسطة حمض النيتريك، وهي طريقه لا تزال تستعمل حتى اليوم. وأعطى وصفا مفصلا لطريقة الوقاية والاحتياطات اللازمة من خطر استنشاق الغازات الناتجة عن التفاعلات الكيمائية، وبذلك يكون أول من فكر في ابتكار واستخدام الكمامات في معامل الكيمياء. وامتدت إسهاماته إلى دراسة القلويات والأحماض دراسة عميقة مكنته من تقديم بعض التحسينات على طريقة صناعة الصابون التي كانت معروفة آنذاك. وشرح طريقة التقطير التي تستعمل حاليا، مثل أوراق الترشيح والتقطير تحت الحمام المائي، والتقطير المزدوج. وكان أول من قال ان المادة تعطي لونا خاصا بها عند احتراقها. كما بحث في مجالات مختلفة، إضافة إلى الكيمياء والنبات، مثل الميكانيكا، وعلم الصوت، والتموج الهوائي والمائي. ووضع تعليقات وشروحا وتصحيحات لكثير من كتب الكيمياء التي ألفها من سبقه من علماء الغرب. كان الجلدكي على علم بالتركيب الإلكتروني للذرة، إذ شبهها بالمجموعة الشمسية في شعر شهير له ووضع الكثير من الكتب العلمية التي تم تداولها في العديد من مكتبات العالم، ولكن لا يزال معظمها على شكل مخطوط.
يقول عمر رضا كحالة في كتابه «العلوم البحتة في العصور الإسلامية»:
| الجلدكي | ...إلا أن الجلدكي يعد من أعظم العلماء معرفة بتاريخ الكيمياء وما كتب فيها من قبله، وقد كان مغرما بجمع المؤلفات الكيميائية وتفسيرها، وكانت عادته أن ينقل عمن تقدموه من المشاهير كجابر بن حيان، وأبي بكر الرازي فقرات كاملة؛ وبذلك يكون قد أدى لتاريخ الكيمياء في الإسلام خدمة جليلة، إذ دون في كتبه الحديثة نسبيًا ما قد اندثر وضاع من كتب سابقيه فكانت مصنفاته أفضل مصدر لمعرفة الكيمياء والكيميائيين في الإسلام. | الجلدكي |

كان الجلدكي من العلماء الذين يعتقدون بإمكان تحويل المعادن الخسيسة إلى معادن ثمينة، وذلك بالاعتماد على صنع الإكسير. ولذلك قام بجمع أشهر المؤلفات العربية الموضوعة في هذا العلم والتي ظهرت في مشرق العالم العربي ومغربه. ودراستها وشرحها.
يقول عنه أحمد شوكت الشطي في كتابه «مجموعة أبحاث عن تاريخ العلوم الطبيعة في الحضارة الإسلامية»:
| الجلدكي | إن الجلدكي من العلماء المشهورين في علم الكيمياء ليس فقط بين علماء الغرب والمسلمين ولكن بين علماء الكيمياء بوجه عام | الجلدكي |

ويقول عنه أ. ج. هولميارد في كتابه صانعو الكيمياء:
| الجلدكي | إن الجلدكي يعتبر بحق من العلماء الذين لهم دور عظيم في علم الكيمياء. واهتم الجلدكي اهتماما بالغا بقراءة ما كتب عن علم الكيمياء، فاتخذ من قراءاته وتحليله طريقة لبناء مسلك علمي في علم الكيمياء، وهذا ما يسمى بآداب علم الكيمياء العربية والإسلامية، وقام الجلدكى بتجارب علمية في حقل الكيمياء، وإن كان معظم عمله تحليليا، إلا أنه من العلماء الذين يدين لهم علماء العصر الحديث بالكثير | الجلدكي |

للجلدكي آراء مهمة في الكيمياء منها: أن المواد الكيميائية لا تتفاعل مع بعضها إلا بأوازن معينة، وهذا كان هو الأساس لقانون النسب الثابتة في التفاعلات الكيميائية، وتوصل أيضا إلى إمكانية فصل الذهب عن الفضة بواسطة حامض النيتريك، الذي يذيب الفضة تاركا الذهب الخالص. اهتم بدراسة خواص الزئبق، وذلك لاعتقاده أن جميع الأحجار أصلها يرجع للزئبق.
يذكر أ. ج. هولميارد في كتابه «الكيمياء حتى عصر دالتن»:
| الجلدكي | إن الجلدكي توصل وبكل جدارة إلى أن المواد لا تتفاعل فيما بينها إلا بنسب وأوزان ثابتة | الجلدكي |

ويضيف عبد الرازق نوفل في كتابه «المسلمون والعلم الحديث»:
| الجلدكي | إنه وبعد خمسة قرون من وفاة الجلدكى أعلن العالم "براوست" قانون النسب الثابتة في الاتحاد الكيميائي ومنطوقه هو نفس نظرية الجلدكي | الجلدكي |

## مؤلفاته
له كتاب عنوانه «نتائج الفكر في الكشف عن أحوال الحجر» صنفه بالقاهرة سنة 742هـ/1341م، وتضم المكتبة الظاهرية في دمشق عدة مخطوطات نادرة تحوي على بعض من مؤلفاته:
- «البرهان في أسرار علم الميزان»: تحتوي هذه المخطوطة على ثماني مقالات وعدد صفحاتها 224 صفحة، وقد سعى الجلدكي في هذا الكتاب هذا إلى تحقيق الأمور الآتية:
  1. شرح كتاب بليناس المسمى «سر الخليقة وصنعة الطبيعة في الأجساد السبعة»، والمعروف باسم «كتاب العلل».
  2. شرح كتاب جابر بن حيان في الأجساد، كما ذكر فيه غالب كتب الموازين لجابر أيضاً.
  3. ذكر بعض النظريات المتعلقة بعلم الحيل، وعلم الأصوات والأمواج التي تنتقل في الماء والهواء، معتمداً على مؤلفات ابن الهيثم والطوسي والشيرازي.

وقد ورد فيه قواعد كثيرة من الطبيعة بما يتعلق بصناعة الكيمياء. وكان هذا الكتاب مفصلاً ومبوّباً تبويباً يدل على تعمق الجلدكي في طريقة البحث العلمي، والكتاب يحتوي على ثماني مقالات في الحكم الإلهية والأسرار الخفية، فالمقالة الأولى تشتمل على المقدمة، والثانية في أصول العناصر الأربعة وما يتعلق بموازين كل واحد منها، والثالثة في الإنسان والحيوان والنبات والمعدن وميزاتها، والرابعة تبحث في الأجساد السبعة زحل والمشتري والمريخ والشمس والزهرة وعطارد والقمر وميزاتها، الخامسة في الأملاح[ ؟ ]، والسادسة في الزينة، والسابعة في اليقين بموازين الأجساد الذاتية المعدنية وحكمة صنعها وفي بيان الفلزات، والثامنة في لواحق علم الميزان والعمل للوصول إلى تحضير الإكسير ومنافعه تليها الخاتمة.
- «نهاية الطلب في شرح كتاب المكتسب في زراعة الذهب» وهناك ثلاثة مخطوطات له في المكتبة الظاهرية، إحداها تامة واثنتان فيهما نص. وذكر الجلدكي في مقدمة الكتاب الأسباب التي دعته لتصنيفه، ذكر أنه تمكن من حل مشكلات علم الأوائل، وما نقل عن أساطين الحكمة الأفاضل... بعد سلوك طريق الطلب والاجتهاد، وبذل نفيس العمر والمال، والهجرة إلى المشايخ والأعلام، في حدود العراق وأطراف الروم، إلى حدود المغرب والديار المصرية، وأطراف اليمن والحجاز والشام، مدة تزيد على سبع عشرة سنة، عانى الطرق الجابرية في الأعمال، ونظر في أسرار الطبائع والاستحالات. وقد قال عنه جورج سارتن في كتابه «المدخل إلى تاريخ العلوم»: «يعد من أهم الكتب التي أنتجها العقل العربي؛ لما فيه من معلومات دقيقة مستندًا بذلك على إنتاج عمالقة علماء الإسلام مثل: جابر بن حيان، والرازي».[9]
- «المصباح في أسرار علم المفتاح»: قسم الجلدكي هذا الكتاب أربعة أقسام، ولكل قسم تسعون مفتاحاً. ويتضمن هذا السفر موضوعات كثيرة منها: صناعة الكيمياء والمعادن، الطب والتشريح، توليد الحيوان، الإكسير، زرع الذهب والفضة، علم الصناعة الإلهية، علم الحجر المكرم، العقاقير والأدوية، الطبائع البشرية، الأبراج، الطلاسم.
- «مطالع البدور في شرح ديوان الشذور»، و«البدر المنير في معرفة الإكسير»: رسالتان صغيرتان من تأليف الجلدكي، شرح في الأولى ثلاثة أبيات من صدر ديوان الشذور للشيخ برهان الدين علي بن موسى الأندلسي، المعروف بابن أرفع رأس (515-593هـ/1121- 1196م). أما رسالة البدر المنير فقد شرح الجلدكي فيها البيت التاسع من ديوان الشذور.
- «لوامع الأفكار المضيئة في شرح مخمس الماء الورقي والأرض النجمية»: وهو مخطوط في شرح مخمس أبي عبد الله محمد بن أميل التميمي.

## وفاته
اختلفت المصادر التاريخية في تاريخ وفاته، ذكرت بعض المراجع إنه توفي عام 743 هـ /1342م، وذكر المستشرق الألماني ” كارل بروكلمان” انه توفي في عام 762 هـ/ 1361 م.